# 1585 Broadway
1585 Broadway, ook bekend als The Morgan Stanley Building, is een wolkenkrabber in de Amerikaanse stad New York. De kantoortoren, die aan 1585 Broadway staat, werd in 1989 voltooid.

## Ontwerp
1585 Broadway is 208,79 meter hoog en telt 42 verdiepingen. Het heeft een totale oppervlakte van 124.172 vierkante meter. Boven de detailhandel op de begane grond bevinden zich 10 verticale vinnen van zwart glas, die samen "1585 B'WAY" spellen. Hierboven laten drie elektrische schermen financieel nieuws zien. Het is door Emery Roth & Sons en Gwathmey Siegel & Associates in postmodernistische stijl ontworpen.